# 罗斯巴赫战役
羅斯巴赫战役（德語：Schlacht bei Roßbach）發生於1757年11月5日的薩克森選侯國，由腓特烈大帝指揮的普軍在此戰大勝擁有人數優勢的法國－神聖羅馬帝國聯軍。此役被譽為是腓特烈大帝最輝煌的戰績，是七年戰爭歐洲戰場中最驚人的勝利。

## 戰前形勢
科林戰役後普魯士戰略形勢極為嚴峻。整個歐洲都在向普魯士進逼。普魯士本土正南的薩克森、西里西亞有奧地利主力，與腓特烈的普軍主力對峙，正東有8萬俄軍進攻東普魯士，由普魯士列瓦爾德元帥擋住，但是普軍卻於9月大耶格爾斯多夫戰役慘敗於阿普拉什金元帥的俄軍。所幸阿普拉什金也吃驚不小，再加上補給困難，戰後反而向後撤，他本人因此被女沙皇解除了指揮職務。
黎塞留公爵元帥的法軍在8月迫使英國王子威廉·奧古斯都坎伯蘭公爵指揮的英國漢諾威聯軍投降，柏林以西漢堡——不萊梅——漢諾威方向門戶洞開。所幸法軍作戰並不積極，黎塞留本人是個花花公子，浪費了乘勝前進的機會。腓特烈向西方向派去布倫斯威克的斐迪南親王，從此以後，斐迪南一直獨當一面，僅憑著一支小小的各國聯合部隊，化解西方方向法軍的所有進攻，西方向在1757年以後，再也沒有成為腓特烈的麻煩。不能不說，布倫斯威克親王斐迪南元帥是腓特烈手下真正的帥才。
另外在西南方向，黎塞留的副司令，法國將軍蘇比斯親王會合了德意志諸侯聯軍（他們是集合在奧地利皇室神聖羅馬帝國旗下的），總兵力6萬以上，穿過薩克森前來夾擊腓特烈。腓特烈現在是四面楚歌，只是他佔有內線作戰優勢，希望可以利用各路聯軍配合上的失誤，集中兵力快速各個擊破。

## 戰鼓響起

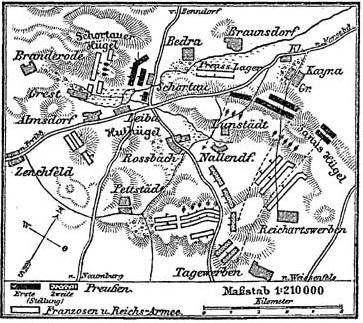
羅斯巴赫战役戰役圖

面對四方大軍雲集，腓特烈留下貝費恩公爵的41,000人，命令他在西里西亞境內進行防禦，牽制住奧地利道恩元帥的10萬大軍。自己帶少量普軍，以塞德利茨為騎兵總指揮，星夜趕去迎擊西南方向的蘇貝斯。同時，腓特烈給西方的法軍黎塞留元帥送去一筆賄賂，買得他按兵不動，將斐迪南親王的部隊也抽調回來集中。正當蘇貝斯和腓特烈之間的大戰將要開始的時候，突然傳來一個消息：道恩元帥分出哈迪克（Haddik）中將的一支3,400人的小部隊，偷襲柏林得手，腓特烈連忙去救，所幸哈迪克只佔領柏林一天就撤退了，腓特烈反正趕不上救援，又回到羅昂親王指揮的聯軍正面。聯軍41,000人對21,000普軍，幾乎佔有2比1的優勢，蘇貝斯決定發動進攻，以求一戰定乾坤。11月5日，羅斯巴赫战役開始。

## 聯軍大敗

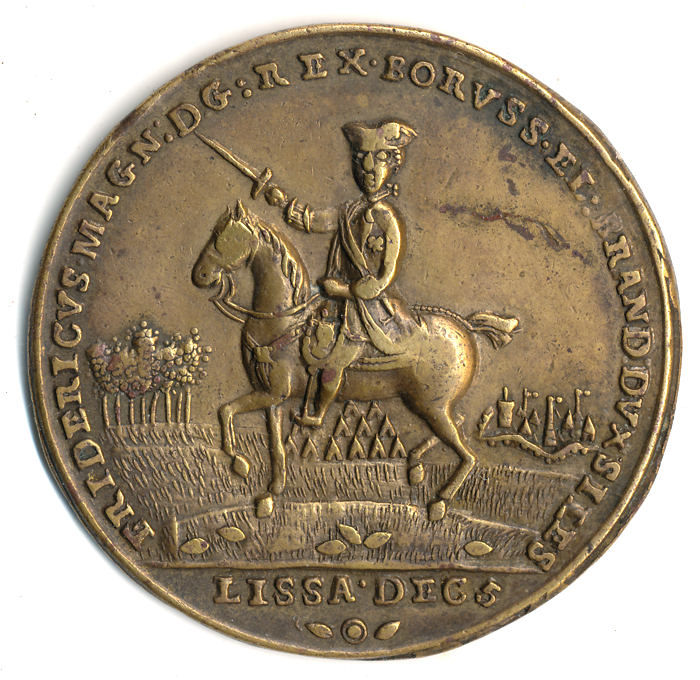
Médaille commémorant la Bataille de Rossbach, bronze, 48 mm.

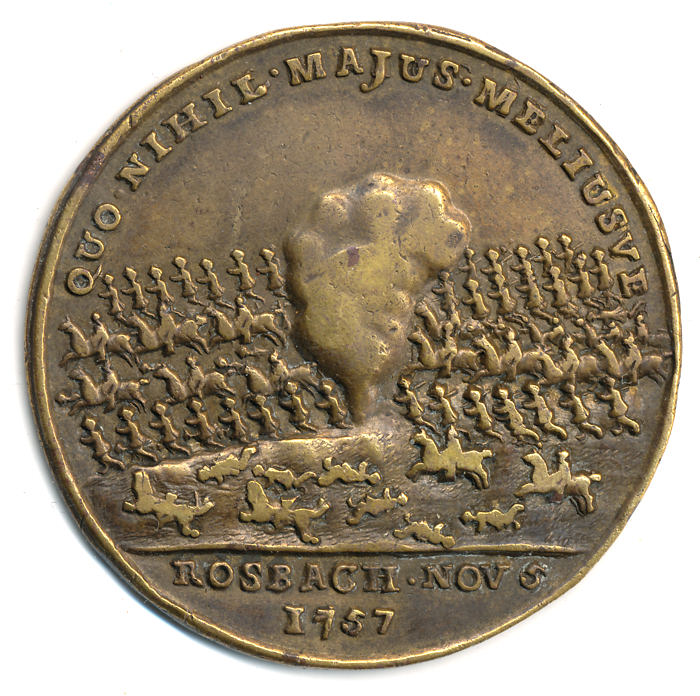
Revers de la médaille commémorant la Bataille de Rossbach.

羅斯巴赫是為數極少的腓特烈取守勢的戰役之一。戰場在薩爾河（Saar）北面，普軍防線成南北走向，面向西方。聯軍上午上午11點走出營帳，列3路縱隊向東行進，意圖是插入普軍陣地和薩爾河之間。因為聯軍人數占絕對優勢，聯軍統帥部判斷腓特烈有可能後撤避免战役，下午腓特烈判明法軍進攻方向之後，才命令軍隊收拾營帳準備迎戰，而法軍正好以為普軍開始撤退，加緊以縱隊前進接敵。實際上，腓特烈計畫以陣線右翼（北端）前面的一列小山丘為掩蔽，悄悄集中兵力於右翼，把左翼回縮，將法軍引誘到普魯士陣地南端和薩爾河之間的陷阱，加以殲滅。法軍還蒙在鼓裏，三路行軍縱隊還沒有等到展開，就遭到普魯士前鋒塞德利茨4,000騎兵的迎頭痛擊，先鋒被擊潰。但是塞德利茨初戰告捷並不窮追，收攏部隊，因為法軍畢竟勢大，一旦把敵人擠壓得太緊，反而容易形成僵持。真正的打擊來自普魯士步兵主力，他們已經完成了旋轉運動，把向西的正面改為向南，在高地上18門重炮掃射的掩護下，腓特烈的弟弟，普魯士海因里希親王率領7個步兵營殺進亂成一團的法軍，而經過休整的塞德利茨騎兵同時迂回到法軍背後，把戰鬥變成一場屠殺。激戰中，德國北方騎兵用方言喊出的呼號「Gah To」，竟然被法軍錯聽成法語「蛋糕」的諧音，官兵更加摸不著頭腦。羅斯巴赫戰役下午3點半才開火，但是一個半小時之內，法奧聯軍已經潰不成軍，死傷3,000人，被俘5,000人。而普魯士的損失，僅僅是165人陣亡，376人受傷。但是塞德利茨中將也在受傷之列，回國修養，沒有能參加下一場洛伊滕战役。

## 輝煌戰績
羅斯巴赫戰役是一場一邊倒的勝利，經此一戰，路易十四朝和路易十五朝早期法軍勇敢善戰的形像被毀壞殆盡，當年蒂雷納子爵和維拉爾公爵屢次入侵德意志，予取予求的時代，給德意志諸邦留下痛苦的記憶，而這次勝利大大振奮了德國人的民族精神。而且羅斯巴赫戰役是腓特烈斜線式戰術完美的表演之一，今天被美國西點軍校選作那個時代的經典戰役，以大模型重現在它的軍事博物館陳列中。 後世拿破崙評價腓特烈大帝的時候說：「越是在最危急的時候，就越顯得他的偉大，這是我們對於他能說的最高的讚譽之詞」。

## 參看
- 七年戰爭
- 腓特烈大帝